# Strzelba Pancor Jackhammer

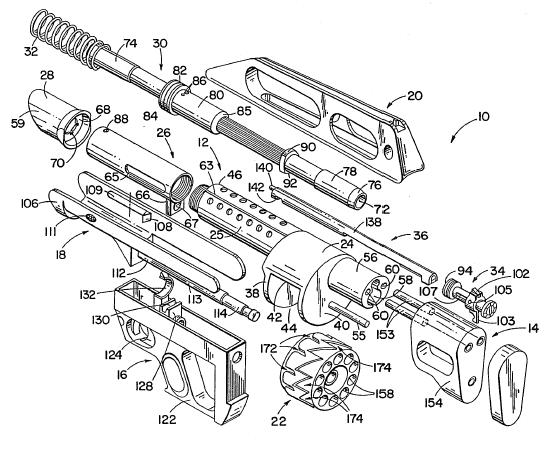
Jackhammer rozłożony na części (rysunek z patentu)

Pancor Jackhammer – zaprojektowana w 1984 i opatentowana w 1987 amerykańska strzelba automatyczna w układzie bullpup, skonstruowana przez Johna A. Andersona. Nieprodukowana seryjnie.
Na początku lat 80. XX wieku US Army rozpoczęła poszukiwania strzelby bojowej mającej zastąpić dotąd używane wzory strzelb powtarzalnych. Jedną z badanych strzelb była automatyczna strzelba Johna A. Andersona „Jackhammer”. Jej nietypowa konstrukcja sprawiła, że została ona odrzucona przez armię. W następnych latach właścicielami praw patentowych „Jackhammera” były firmy „Mark Three Corporation”, a następnie „Pancor Corporation”. W obu firmach prowadzono prace nad udoskonaleniem konstrukcji „Jackhammera”, ale żadna z nich nie zdecydowała się na uruchomienie produkcji seryjnej.

## Opis
„Jackhammer” jest bronią samoczynno-samopowtarzalną zbudowaną w układzie bullpup strzelającą z zamka zamkniętego. Po naciśnięciu spustu następuje strzał, a lufa zakończona urządzeniem wylotowym pod wpływem ciśnienia gazów prochowych przesuwa się do przodu. Następuje odryglowanie, a następnie połączone z lufą cięgło współpracując z wycięciami bębna powoduje obrót bębna z amunicją o 1/10 obrotu. Następnie lufa pod wpływem sprężyny powrotnej wraca w tylne położenie i rygluje się z bębnem. Ruch cięgła jest także wykorzystywany do napięcia sprężyny mechanizmu uderzeniowego. Sprężynę uderzeniową można zwolnić bez strzału dźwignią umieszczoną wewnątrz wycięcia kolby.
„Jackhammer” zasilany jest z 10-nabojowych bębnów (nazywanych kasetami amunicyjnymi). W celu dołączenia bębna do broni należy przesunąć łoże do przodu, wsunąć bęben amunicyjny w gniazdo, a następnie przesunąć łoże do tyłu. Zaprojektowano dwa rodzaje bębnów amunicyjnych. Pierwszy z nich posiada gniazda, w których umieścić można dowolny typ naboi 12/70, drugi jest ładowany fabrycznie (w każdej komorze bębna umieszczony jest pocisk, ładunek miotający i spłonka). Załadowane bębny amunicyjne po połączeniu z pokrywą naciskową mogą być używane jako miny przeciwpiechotne.
„Jackhammer” wyposażony jest w łoże, chwyt pistoletowy i transportowy. Przyrządy celownicze znajdują się wewnątrz chwytu transportowego.